# 関心空間
関心空間（かんしんくうかん）とはかつてあったインターネットコミュニティサイト。自分が今もっている関心事を登録して、他人の関心事と "つながり" を持たせたり、相互に感想などを書き込むことができた。2012年2月1日以降、株式会社関心空間から事業譲渡を受けた株式会社SIIIS(シーズ)が運営、株式会社SIIISは2014年12月1日に株式会社関心空間と社名変更し、2016年10月31日に関心空間のサービスを終了、さらに株式会社MYオフィスへと社名変更した。

## キーワード
一枚のカード状の画面に、自分の関心の対象である物や人のスペック、自分がどういったところに関心があるのかなどを、簡単な文章で登録する。これをキーワードという。ブログ投稿へのコメントと同じように、他の参加者のキーワードにコメントをつけたり、自分のキーワードにコメントをもらうこともできる。
| ブック   | グッズ   | グルメ       | エンターテイメント | ミュージック   |
| スポーツ | レジャー | コンピュータ | アート             | ノンカテゴリー |

## つながり
他人のキーワードで、これまで登録した自分のキーワードと何らかの関連がある場合は、そのキーワードどうしに "つながり" をつけてリンクさせることができる。その際のリンクには「○○ “つながり”」と名前を任意でつけることができる。
例）あるユーザーAの「Xperia」という同じキーワードに、ユーザーBが「Androidつながり」ユーザーCは「スマートフォンつながり」として、それぞれの自分のキーワードをリンクさせることもできる。ユーザーAは、それぞれのキーワードに対して任意の名前で相互リンクをつけることもできる。

## 日記
簡単なブログ機能。タイトル、日付、本文、画像添付（3ファイルまで）、トラックバックURL追加、下書き保存、RSS出力が可能。あらかじめ連携設定を行うことで、Twitterへの同時投稿も行える。

## コレクション
複数のキーワードを集めて1つのページに表示できる機能。コレクション名として自分でテーマを決め、自分または他のユーザーのキーワードを登録する。「どのコレクションに登録するかはまだ決めていない」という場合、コレクション候補として登録しておくこともできる。

## コミュニティ
同じ趣味・趣向を持つ他のユーザーと、キーワードを中心に集う機能。各コミュニティに参加したユーザーが、テーマに沿ったキーワード、コレクション、日記を投稿して共有することができる。コミュニティごとのBBS機能もある。

## マップ
飲食店やショップ、美術館など、住所情報のあるキーワードを（Google Mapをベースとした）地図上に表示する機能。住所や駅名などを入力して検索が可能。

## 歴史
- 2001年7月11日 - ベータ版としてスタート
- 2001年11月7日 - 正式サービス開始[1]
- 2002年2月7日 - 関心空間Group、関心空間Pro、関心空間SPサービスを発表。それにともない従来サービスを関心空間freeとする[2]。
- 2003年4月 - 関心空間Proサービス開始[3]。
- 2003年7月 - 関心空間freeは旧株式会社ユニークアイディから、ボランティア運営組織である「関心空間運営事務局」に運営委託
- 2004年12月 - 日記サービス開始
- 2005年7月11日 旧株式会社ユニークアイディは株式会社関心空間として社名変更
- 2005年12月 - トラックバック機能追加
- 2006年4月24日 - デザインを含めた大幅リニューアルを実施
- 2008年7月11日 - iPhone向け「関心空間」サービス開始
- 2009年8月24日 - mixiアプリ「Sesh!（セッシュ）」を公開（株式会社リクルート メディアテクノロジーラボの開発協力）
- 2009年12月25日 - 「関心空間」Twitterとの連携機能を提供開始
- 2010年1月6日 - iPhoneアプリ「ランブリン(Ramblin)」発売
- 2012年2月1日 - 株式会社SIIISへ事業譲渡、全サービスおよび従業員をSIIISが継承。株式会社関心空間は社名を株式会社ユニークアイディに変更。
- 2014年12月1日 - 株式会社SIIISが株式会社関心空間と社名変更[4]。
- 2016年10月31日 - サービス終了[5][6]。株式会社関心空間が株式会社MYオフィスと社名変更[7]。